# Blarina brevicauda kirtlandi
Blarina brevicauda kirtlandi es una subespecie de musaraña de la familia soricidae.

## Distribución geográfica
Se encuentra en Norteamérica: los Estados Unidos (Delaware, Illinois, Indiana, Míchigan, Misuri, Pennsylvania, Utah y Virginia Occidental).